# Arthur Searcy

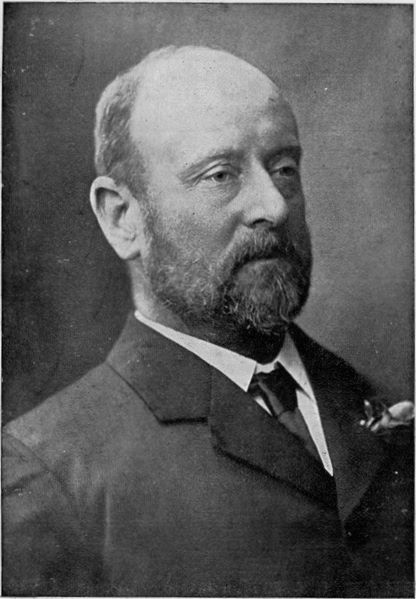
Arthur Searcy, 1906

Arthur Searcy (* 6. Januar 1852 bei Mount Barker, South Australia; † 9. Dezember 1935 in Harrow Road, St. Peters, Australien) war ein australischer Verwaltungsbeamter. Er war Präsident der öffentlichen Verwaltung, stellvertretender Kommissionär für Steuern und Stempelsteuern sowie Präsident des Marine Board in South Australia.

## Leben und Karriere
Arthur Searcy war ein Sohn von William Searcy, der 1848 von England nach Australien emigriert war und Chief Inspector der Polizei in South Australia war.
Arthur Searcy ging auf die Pulteney Street School in Adelaide und wurde später von Sweatman in Port Lincoln unterrichtet. Seine ersten Anstellungen fand er bei der Rechtsanwaltskanzlei Stow & Bruce und später im Büro von Brown & Thompson. Wie sein jüngerer Bruder Alfred, arbeitete er als Praktikant in der Zollbehörde und wurde dort dauerhaft angestellt. Er hatte eine steile Karriere, in der er in 19 unterschiedlichen Positionen arbeitete:
- Boarding Officer beim Zoll, 1873
- Clerk beim Zoll, 1874
- Clerk im Auditbüro, 1875
- Clerk beim Zoll, 1876
- Tide Inspector und Schiffsvermesser beim Zoll, 1889
- Corresponding Clerk beim Zoll und beim Sea Marine Board, 1890
- Acting Deputy Commissioner für Steuern und Stempelsteuern, 1891
- Customs and Marine Board, 1894
- Clerk Assistant und Sergeant at Arms im House of Assembly, 1895
- Deputy Commissioner für Steuern und Stempelsteuern, 1897
- Deputy Commissioner für Steuern, 1901
- Press Marine and Board, 1902
- Kerosin-Inspektor, 1902
- Komissinär for Trade Marks und Registrator für Copyrights, 1904
- Controller des äußeren Hafens von Port Adelaide, 1907
- Controller des Ocean Steamers Wharf, 1909
- Chief Inspector unter dem Inflammable Oils Act, 1909
- Superintendent of Life Saving Service, 1909
- Controller der Häfen und Chairman des Harbours Board Committee, 1911
- Pensionierung, 1917

Arthur Searcy war sehr angesehen und wohlhabend. Er erstellte das Schema für die Akquise von Anlegern und Häfen durch die Regierung, nach dem alle Häfen übernommen wurden. Er wurde zu vielen offiziellen Veranstaltungen eingeladen. Nach seinem Tod vermachte er die Searcy Collection an die State Library of South Australia, in der sich auf einer Regallänge von drei Metern 20 Bände seiner Notizbücher der Jahre 1892 bis 1923 befinden, in denen er Zeitungsausschnitte, Nachrufe und Erinnerungen gesammelt hat, sowie eine Sammlung von 19.837 Fotografien, die er selbst aufgenommen oder gesammelt hat.

## Familie
Am 2. Dezember 1871 heiratete er Emily Louisa Payne (1855–1932) und hatte mit ihr 14 Kinder.